# 올레크 호디코프
올레크 발레리예비치 호디코프(러시아어: Оле́г Вале́рьевич Ходьков, 1974년 4월 5일~)는 러시아의 핸드볼 선수, 지도자로 포지션은 레프트백이다. 2000년 하계 올림픽에서 금메달을 획득한 러시아 핸드볼 국가대표팀의 일원이다.
현재 러시아 핸드볼 클럽인 HBC CSKA 모스크바의 감독을 맡고 있다.